# Hakoah Bielsko
Hakoah Bielsko (niem. Hakoah Bielitz) – żydowski klub piłkarski z Bielska, założony w roku 1912 i działający w okresie międzywojennym, do zakończenia II wojny światowej. Swoją nazwę klub zapożyczył od znanego wiedeńskiego zespołu SC Hakoah Wien. Prawdopodobnie Hakoah Bielsko jest drugim najstarszym zrzeszeniem sportowym ludności żydowskiej na świecie, po klubie Makkabi Kraków, utworzonym w 1909 roku.
Oprócz gry w piłkę nożną zawodnicy brali udział w wyścigach kolarskich czy mistrzostwach Polski w piłce wodnej (wygrali w 1936 r. pokonując w finale Legię Warszawa). Hakoah posiadał też sekcję kobiecą, biorącą udział w zawodach pływackich.

## Historia
Towarzystwo sportowe w 1912 założyli entuzjaści skupieni w środowiskach studenckich, zainteresowanych nową dyscypliną rozwijającą się na zachodzie Europy. Klub z założenia miał być klubem syjonistycznym i stanowić przeciwwagę dla towarzystwa sportowego Bielitz-Bialer Israelitischer Turnverein, które skupiało działaczy o orientacji asymilacyjnej i proniemieckiej. Na barwy klubowe zostały wybrane kolory biały i niebieski. Największym problemem zawodników był brak własnego boiska, dlatego klubowe treningi odbywały się na boisku położonym obok sali gimnastycznej bielskiego gimnazjum lub na placu gier obok Strzelnicy. Mecze rozgrywane przez Hakoah do tego stopnia cieszyły się zainteresowaniem wśród kibiców, że treningi piłkarzy często odbywały się w obecności tłumów. 
Wybuch I wojny światowej przerwał działalność klubu, wielu piłkarzy i działaczy wyjechało na front. Aktywność sportową wznowiono dopiero po jej zakończeniu. W pierwszym powojennym meczu rozegranym 27 kwietnia 1919 roku KS „Hakoah” uległ drużynie BBSV 0:7. 1 maja 1921, w obecności głównego rabina Bielska, Markusa Steinera, dokonano uroczystego otwarcia boiska piłkarskiego klubu Hakoah, które wybudowano na wydzierżawionym terenie od Jakuba Schunguta w dzielnicy Kamienica (współcześnie ulica Partyzantów na wysokości Centrum Handlowego Gemini Park). Podczas uroczystości rozegrany został mecz towarzyski Hakoah Wiedeń – Hakoah Bielsko zakończony zwycięstwem gości 7:0. 28 sierpnia mecz z Jutrzenką Kraków (28 VIII 1921 r.) skończył się awanturą z udziałem bielskich kibiców, którzy mieli zagrażać gościom i sędziemu. Krakowski Związek Okręgowy Piłki Nożnej ukarał Hakoah grzywną oraz zamknięciem nowego boiska dla publiczności do końca roku (zawieszonym w listopadzie). W 1918 lub 1922 otwarto sekcję pływacką, która początkowo trenowała na basenie w Cygańskim Lesie.
W latach 1922–1928 klub uczestniczył w rozgrywkach ligowych Krakowskiego Okręgowego Związku Piłki Nożnej, a od 1928 roku Śląskiego. W 1922 roku Hakoah odniósł kilka spektakularnych zwycięstw, pokonując Sportklub Bielsko 9:0, Makabi Cieszyn 10:0 oraz Sołę Oświęcim 12:0. Walczył także z drugim zespołem Cracovii o mistrzostwo okręgu klasy B. W 1925 roku boisko zostało zalane przez płynącą niedaleko rzekę Białą i piłkarze mogli wznowić treningi dopiero w następnym roku, po usunięciu szkód. Największy sukces w rozgrywkach ligowych KS Hakoah Bielsko odniósł w 1930 roku, awansując do Okręgowej Ligi Śląskiej. 15 sierpnia 1936 roku w Bielsku otwarto pływalnię Panorama, urządzając zawody piłki wodnej (wygrane przez Hakoah) i pływackie. Pływalnia została później rozsławiona przez należącą do Hakoahu wielokrotną mistrzynię Polski, Gertrudę Dawidowicz. W 1937 roku drużyna piłkarska zdobyła tytuł piłkarskiego Mistrza Związków Makabi w Polsce, pokonując w finale Żydowski Klub Sportowy Katowice 6:1. Rok później huragan zniszczył całkowicie ogrodzenie boiska.
Wybuch II wojny światowej przerwał działalność klubu. Boisko podczas okupacji używane było przez niemiecki Sportklub. Po wojnie działalność „Hakoah” nie została wznowiona, klub decyzją Prezydium Wojewódzkiej Rady Narodowej w Stalinogrodzie wykreślony został z rejestru stowarzyszeń i klubów 3 września 1955 roku. Po okupacji niemieckiej powstał nowy klub sportowy Leszczyński Bielsko-Biała. Po upadku klubu w miejscu boiska wybudowano drogę 942 na Szczyrk.

## Członkowie
Mężczyźni:
Zawodnicy drużyny w 1922 roku: Dattner, Kellernbaum, Brückner, Fanty, Huppert, Reicher, Kleinzähler, Finder, Langer, Feuerstein, Rosenkranz.
Inni: Jan Kulka, llja Szrajbman, Zygmunt Alfus
Kobiety:
Zawodniczki drużyny 4 × 100 m stylem dowolnym w 1939: Zauberman, Fanny Kandel, Lidia Pastor, Gertruda Dawidowicz

## Zdjęcia

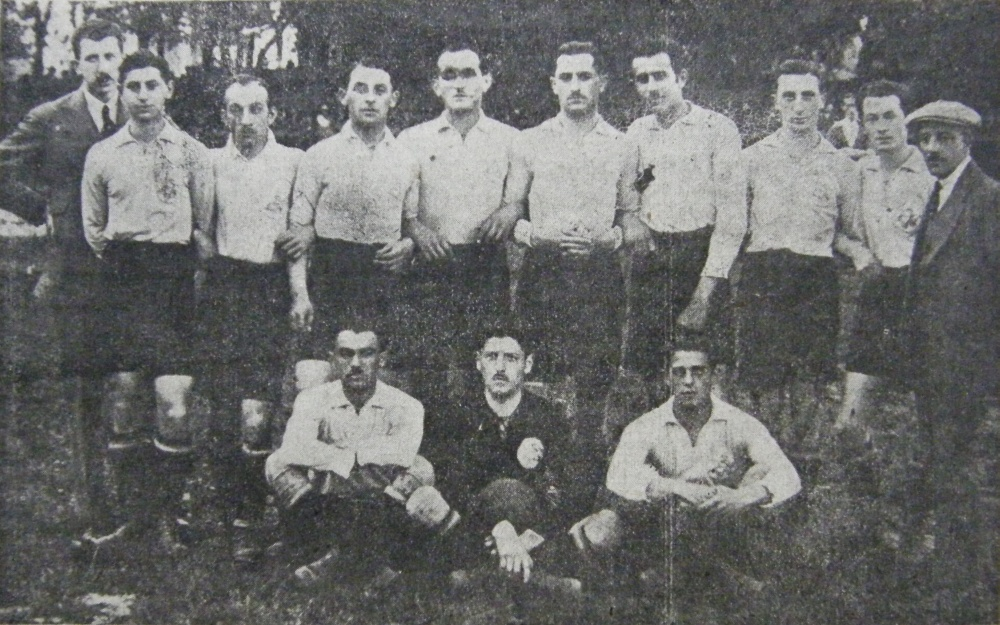
Piłkarze Hakoahu Bielsko w 1923 roku